# 本多忠央
本多 忠央（ほんだ ただなか）は、江戸時代中期の大名。三河国挙母藩主、遠江国相良藩主。官位は従五位下・兵庫頭、長門守。

## 生涯
宝永5年（1708年）、挙母藩2代藩主・本多忠次の長男として誕生した。正徳元年（1711年）11月20日、忠次の死去により家督を継いだ。享保7年（1722年）12月18日、従五位下・兵庫頭に叙位・任官する。後に長門守に遷任する。 寛保2年（1742年）6月に大番頭となる。
寛延2年（1749年）2月6日に遠江相良に移封され、寺社奉行となった。宝暦8年（1758年）に西丸若年寄に就任するが、郡上一揆が原因で美濃国郡上藩主・金森頼錦が悪政を理由に改易されると、忠央も一揆の報告を受けながら対応を放置した職務怠慢を咎められ改易され、松平長孝預かりの身となった。代わって相良藩には事件を審判した田沼意次が入った。
明和5年（1768年）に罪を許されて赦免された後は、江戸にいる舅の本多忠統や養子の忠由（有馬一準の三男）のもとで余生を過ごしながら、享和2年（1802年）に95歳で死去した。天明8年（1788年）6月24日に81歳で没したという説もある。

## 系譜
- 父：本多忠次（1679年 - 1711年）
- 母：本多忠利娘
- 正室：本多忠統娘
- 養子
  - 男子：本多忠由（1735年 - 1792年） - 有馬一準の三男
  - 女子：土井利庸正室 - 本多忠直の娘